# Kakauré Ibi piramisa
Kakauré Ibi piramisa az ókori egyiptomi VIII. dinasztia egyik uralkodója, Kakauré Ibi nyughelyének épült Dél-Szakkarában. Karl Richard Lepsius fedezte fel a 19. században; listáján az XL római számot adta neki. A piramist Gustave Jéquier tárta föl 1929 és 1931 között.
Ibi piramisa az utolsó, amely Szakkarában épült. Sepszeszkaf sírjától északkeletre helyezkedik el, az óbirodalom utolsó nagy uralkodója, II. Pepi piramisához vezető út közelében. Alaprajzát, méreteit és díszítését tekintve nagyban hasonlít II. Pepi királynéinak piramisaihoz, ezért feltételezték, hogy eredetileg IV. Anheszenpepi számára épülhetett, és Ibi csak később sajátította ki. A piramis mellett kis kápolna épült a halotti kultusz számára. Völgytemplomnak vagy felvezető útnak semmi nyomát nem találták, valószínűleg nem volt.

## Leírása
A piramis tájolása nem a négy égtájhoz van igazítva, inkább északnyugat-délkeleti irányú. Az épület alapjának élhossza kb. 31,5 méter, magassága 21 méter lehetett elkészültekor, dőlésszöge 53°7′. A piramis belső magja helyi mészkőből épült, melynek nagy részét azóta széthordták más építkezésekhez. Emiatt mára a piramisból egy kb. 3 méter magas, vályogból és mészkőtörmelékből álló domb maradt csak. Egyes megmaradt kőtömbökön vörös tintával írt feliratok említik „a líbiaiak főnökét”, de nem tudni, kiről van szó. Úgy tűnik, a piramis külső borítása sosem készült el, bár alapozásának nyomait megtalálták.
Jéquier az épület északi oldalán egy 8 méter hosszú mészkő folyosót talált, amely kb. 25° fokos lejtéssel vezetett le egy gránit zárókőig. Emögött helyezkedett el a király sírkamrája. A folyosó és a sírkamra falain is a Piramisszövegek szövege szerepel; ennek a szövegnek ez az utolsó ismert előfordulása. Úgy tűnik, a szöveget Ibi számára írták fel, nem azéra, akitől esetleg kisajátította a piramist. Jéquier a feliratok minőségét „nagyon átlagosként” minősítette. A szövegek elhelyezésére sem fordítottak nagy gondot. A sírkamra mennyezete lapos volt, valószínűleg egyetlen darab, 5 m hosszú turai mészkőtömbből készült, amely mára eltűnt, de tudni, hogy csillagokkal díszítették. Ma nagy betontömb védi a sírkamrát.
A sírkamra nyugati oldalán álajtó található, valamint egy hatalmas gránittömb, melyen a király szarkofágja állt egykor. A keleti oldalon szerdábot alakítottak ki az elhunyt ka-szobra számára.
A piramishoz annak keleti oldalán vályogtéglából épült kis kápolna csatlakozik, mely az elhunyt uralkodó halotti kultuszát szolgálta. Bejárata az északi oldalon nyílik. Odabenn, közvetlenül a piramis fala mellett áldozati csarnok terül el; Jéquier itt talált egy kőmedencét, valamint egy sztélé vagy álajtó alapjait, egy alabástrom tálcát és obszidián kőműves eszközöket. A kápolna déli részén raktárak álltak.

## Fordítás
- Ez a szócikk részben vagy egészben  a   Qakare Ibi című angol Wikipédia-szócikk ezen változatának fordításán alapul.  Az eredeti cikk szerkesztőit annak laptörténete sorolja fel. Ez a jelzés csupán a megfogalmazás eredetét és a szerzői jogokat jelzi, nem szolgál a cikkben szereplő információk forrásmegjelöléseként.